# Филимоновка (Николаевская область)
Филимоновка (укр. Филимонівка) — село в Первомайском районе Николаевской области Украины.
Основано в 1791 году чешскими поселенцами. Население по переписи 2001 года составляло 126 человек. Почтовый индекс — 56325. Телефонный код — 5135. Занимает площадь 0,653 км².

## Местный совет
56323, Николаевская обл., Врадиевский р-н, с. Гуляницкое, ул. Ленина, 80